# Axiothauma edwardsi
Axiothauma edwardsi är en tvåvingeart som beskrevs av Munro 1946. Axiothauma edwardsi ingår i släktet Axiothauma och familjen borrflugor.
Artens utbredningsområde är Kenya. Inga underarter finns listade.